# Saint-Just-sur-Viaur
Saint-Just-sur-Viaur é uma comuna francesa na região administrativa de Occitânia, no departamento de Aveyron. Estende-se por uma área de 25,1 km². Em 2010 a comuna tinha 214 habitantes (densidade: 8,5 hab./km²).